# Дранкорексия
Дранкорекси́я (англ. drunkorexia от англ. drunk — «опьянённый» и др.-греч. ὄρεξις — «позыв к еде, аппетит») — это расстройство пищевого поведения, характеризующееся переходом человека на так называемую алкогольную диету, когда приём пищи заменяется приёмом алкоголя с целью преднамеренного снижения веса или контроля над ним. Часто сопровождается патологическим страхом набора веса и депрессией. Не является на данный момент официально признанным психическим расстройством.

## История
В начале XXI века учёные, исследовавшие анорексию и булимию, начали замечать набирающую обороты среди подростков склонность к аналогичной «алкогольной диете».

## Распространённость
Согласно публикации в «The Times of India» Виктория Осборн, профессор в сфере социальных проблем и здравоохранения, изучила связь между чрезмерным употреблением алкоголя и расстройством питания, включая ограничение калорий и «очистку», и пришла к заключению, что:

«16 % подростков ограничивают употребление калорий, чтобы „сохранить“ место для выпивки. Среди девушек такой тип поведения встречается в три раза чаще, чем среди юношей, а основная мотивация — экономия денег на еде, чтобы остались средства на алкоголь».— Виктория Осборн (Victoria Osborne)
Оригинальный текст (англ.)Victoria Osborne, assistant professor of social work and public health, examined the relationship between alcohol misuse and disordered eating, including calorie restriction and purging. Researchers found that 16 percent of those surveyed reported restricting calories to "save them" for drinking. Of the respondents, about three times as many women reported engaging in the behavior than men. Motivations for "drunkorexia" include preventing weight gain, getting intoxicated faster and saving money that would be spent on food to buy alcohol.
Среди участников исследования данное поведенческое расстройство было присуще в большей степени женщинам, чем мужчинам. Особое распространение расстройство получило среди девушек-подростков. Основным мотивом для «дранкорексии» служит стремление не набрать лишний вес, быстрее опьянеть и сэкономить деньги, которые должны были быть потрачены на еду, но взамен был куплен лишь алкоголь.

## Физические последствия
Замена еды алкоголем прежде всего приводит к алкогольной зависимости, так как хроническое чувство голода побуждает человека увеличивать дозу спиртного. В результате состояние опьянения наступает гораздо быстрее, а его последствия оказываются намного серьёзнее.
Согласно сведениям В. Осборн, «дранкорексия» может иметь опасные последствия для умственного, поведенческого и физического здоровья человека. Последствия дранкорексии для организма объединяют в себе урон, наносимый организму алкоголизмом и анорексией. Вследствие непоступления в организм питательных веществ замедляется обмен веществ, снижается иммунитет, возрастает риск заболеваний сердечно-сосудистой системы и ЖКТ. Если своевременно не начать лечение, возможно появление серьёзных нарушений памяти и мышления.

«Отдельно друг от друга лишение мозга требуемого питания и употребление алкоголя в больших количествах могут быть в равной степени опасны для здоровья. Вместе они могут вызвать краткосрочные и долгосрочные проблемы, связанные с умственной деятельностью, включая трудности с концентрацией внимания, снижение способностей к обучаемости и к принятию решения»— Виктория Осборн, профессор Университета Миссури
Оригинальный текст (англ.)"Apart from each other, depriving the brain of adequate nutrition and consuming large amounts of alcohol can be dangerous," Osborne said. "Together, they can cause short- and long-term cognitive problems including difficulty concentrating, studying and making decisions."

## Социальные последствия
Со временем такой стиль жизни приводит к рискованному сексуальному поведению и, следовательно, повышенному риску стать жертвой насилия или перейти к злоупотреблению наркотическими веществами. Социальный статус пациента также меняется в отрицательную сторону: становится сложнее поддерживать социальные контакты и эффективно взаимодействовать с другими людьми.
Для предупреждения и борьбы с социальными последствиями дранкорексии (и алкоголизма) в США открыт ресурсный центр MU Wellness, задачей которого является обучение студентов и предостережение их от неправильного питания и злоупотребления алкоголем.

«Мы понимаем, что это настоящая проблема в университетском городке, и мы пытаемся решить её, адресуя наши призывы через научно-исследовательские и образовательные программы. Показатель чрезмерного употребления алкоголя среди наших студентов заметно снизился в течение последних лет, так что мы уверены в том, что наши меры предотвращения развития пагубной привычки действуют в правильном направлении».— Ким Дьюд (Kim Dude), директор Ресурсного центра Wellness
Оригинальный текст (англ.)"We are aware that this is a problem on campus, and we're working to address it through research and educational programs," said Kim Dude, director of the Wellness Resource Center. "The at-risk drinking rate among our students has declined in recent years, so we know our prevention efforts are headed in the right direction."

## Лечение дранкорексии
Методы избавления от дранкорексии объединяют в себе методы лечения анорексии и алкоголизма:
- Постепенная смена рациона пациента на нормальное питание, включающее в себя все необходимые питательные вещества, с приёмом пищи небольшими порциями более чем четыре раза в день;
- Процедуры, способствующие детоксикации организма[1].